# Escua extollens
Escua extollens là một loài bướm đêm trong họ Noctuidae.